# Rouleina squamilatera
Rouleina squamilatera är en fiskart som först beskrevs av Alcock, 1898.  Rouleina squamilatera ingår i släktet Rouleina och familjen Alepocephalidae. Inga underarter finns listade i Catalogue of Life.